# Balog Marcell
Balog Szabolcs Marcell (Kecskemét, 1988. február 23. –) magyar labdarúgó, csatár.

## Pályafutása

### Klubcsapatokban
Balog Szabolcs Marcell a Kecskeméti TE akadémiáján nevelkedett, a felnőtt csapatban 2006 októberében góllal mutatkozott be egy Makó FC elleni NBII-es mérkőzésen. A Kecskemét csapatában 2006 és 2012 között húsz bajnoki mérkőzésen három gólt szerzett (ebből tizenegy élvonalbeli mérkőzés), többnyire külföldi és magyar csapatokban futballozott kölcsönben; külföldön futballozott Ausztriában az alacsonyabb ligás Pinzgau Saalfelden csapatában, valamint 2008-ban a feröeri élvonalbeli EB/Streymur csapatában, amellyel feröeri kupagyőztes lett. 
Magyarországon 2010-ben a másodosztályú Békéscsaba, valamint 2011 és 2012-ben a szintén NBII-es Ceglédi VSE csapataiban szerepelt kölcsönben. A Cegléd csapata 2012 nyarán végleg szerződtette őt a Kecskemét csapatától. 2013 és 2015 között a megye I-es Kiskunfélegyházi HTK csapatában negyvenegy bajnoki mérkőzésen ötvenhat gólt szerzett. 
2015 tavaszán ismét az NBII-es Cegléd csapatában futballozott. A 2015-2016-os idényben az osztrák UFC Oberschützen játékosa volt. 2016 és 2020 között a megye I-es Kecskeméti LC csapatában futballozott; a csapattal 2018-ban feljutott a harmadosztályba. 2021 februárjában egy bajnoki mérkőzésen lépett pályára a Kiskunfélegyházi HTK II csapatában.

## Sikerei, díjai
EB/Streymur
- Feröeri kupa: 2008